# Assunta Legnante
Assunta Legnante (Napels, 14 mei 1978) is een Italiaans atlete die gespecialiseerd is in het kogelstoten. Ze nam eenmaal deel aan de Olympische Spelen, maar won hierbij geen medailles. Later raakte ze door een oogaandoening gehandicapt en nam zij sindsdien eenmaal deel aan de Paralympische Spelen. Bij die gelegenheid veroverde Legnante een gouden medaille. Ze heeft ook het wereldrecord F11 kogelstoten in handen.

## Biografie

### Goud op EK 2007
Bij de Europese jeugdkampioenschappen in 1997 en de Europese kampioenschappen voor neo-senioren in 1999 won Legnante een bronzen medaille. In 2006 verbeterde ze het Italiaanse record tot 19,04 m. Bij de Europese kampioenschappen in Göteborg werd ze vijfde.
Haar beste prestatie boekte Legnante in 2007 met het winnen van de titel bij de Europese indoorkampioenschappen. Met een beste poging van 18,92 eindigde ze voor de Russische atletes Irina Choedorosjkina (zilver; 18,50) en Olga Rjabinkina (brons; 18,16). Op 30-jarige leeftijd nam ze deel aan de Olympische Spelen van 2008 in Peking. Ze sneuvelde hierbij in de kwalificatieronde met een beste poging van 17,76.

### Vervolg carrière als F11 kogelstootster
In 2012 liet ze de cataract in haar linkeroog verwijderen. In haar rechteroog was ze al sinds 2009 blind. De Europese indoorkampioene van 2007 vervolgde haar sportcarrière hierna in de aangepaste atletiek in de klasse F11. 
Bij de Italiaanse kampioenschappen aangepaste atletiek in Turijn verbeterde Assunta Legnante het wereldrecord F11 kogelstoten tot 13,27. Op 8 juni 2012 verbeterde ze dit record opnieuw driemaal tot 15,22. Op 28 juli ging het wereldrecord er opnieuw aan, ditmaal tot 15,89 m. Bij de Paralympische Spelen van 2012 in Londen nam ze deel aan het discuswerpen en kogelstoten. Op het eerste onderdeel veroverde ze met 30,81 een achtste plaats. Bij het kogelstoten won ze goud met 16,74 m en verbeterde hiermee opnieuw haar eigen wereldrecord.
Legnante is aangesloten bij Italgest Athletic Club.

## Titels
- Europees indoorkampioene kogelstoten - 2007
- Middellandse Zeespelen kampioene kogelstoten - 2001
- Italiaans kampioene kogelstoten - 2001, 2002, 2003, 2004
- Italiaans indoorkampioene kogelstoten - 2002, 2003, 2004, 2005, 2007, 2009
- Paralympisch kampioene kogelstoten - 2012

## Persoonlijke records
Zonder handicap
Outdoor
| Onderdeel    | Prestatie       | Datum             | Plaats        |
| ------------ | --------------- | ----------------- | ------------- |
| kogelstoten  | 19,04 m (ex-NR) | 23 september 2006 | Busto Arsizio |
| discuswerpen | 42,74 m         |                   |               |
| speerwerpen  | 50,93 m         | 2003              |               |

Indoor
| Onderdeel   | Prestatie    | Datum            | Plaats |
| ----------- | ------------ | ---------------- | ------ |
| kogelstoten | 19,20 m (NR) | 16 februari 2002 | Genève |

F11 klasse
| Onderdeel        | Prestatie    | Datum            | Plaats        |
| ---------------- | ------------ | ---------------- | ------------- |
| kogelstoten F11  | 16,74 m (WR) | 5 september 2012 | Londen        |
| discuswerpen F11 | 32,72 m      | 28 juli 2012     | Ascoli Piceno |
| speerwerpen F11  | 33,35 m      | 11 augustus 2012 | Ascoli Piceno |

## Palmares

### kogelstoten
- 1997:  EJK - 16,18 m
- 1999:  EK U23 - 16,53 m
- 2001:  Middellandse Zeespelen - 17,23 m
- 2001:  Europacup - 17,51 m
- 2001: 11e Universiade - 16,16 m
- 2002:  EK indoor - 18,60 m
- 2002: 8e EK - 18,23 m
- 2003: 8e WK indoor - 18,20 m
- 2003: 4e Europacup - 17,90 m
- 2003: 8e WK - 18,28 m
- 2004: 5e in kwal. WK indoor - 18,15 m
- 2004: 7e Wereldatletiekfinale - 17,20 m
- 2005: 6e EK indoor - 17,76 m
- 2005:  Europese Wintercup - 17,98 m
- 2005:  Europacup - 18,42 m
- 2005: 12e WK - 16,99 m
- 2005: 4e Universiade - 17,31 m
- 2006: 5e EK - 18,83 m
- 2007:  EK indoor - 18,92 m
- 2007:  Europese Wintercup - 18,31 m
- 2007: 6e in kwal. WK - 18,19 m
- 2008:  Europese Indoorcup - 17,74 m
- 2008: 10e in kwal. WK indoor - 18,24 m
- 2008:  Europese Wintercup - 18,98 m
- 2008: 8e in kwal. OS - 17,76 m
- 2009: 5e EK indoor - 18,05 m
- 2009:  Middellandse Zeespelen - 17,44 m
- 2009: 5e Europese Wintercup - 17,61 m

### kogelstoten F11
- 2012:  Paralympische Spelen - 16,74 m